# Kdeartwork

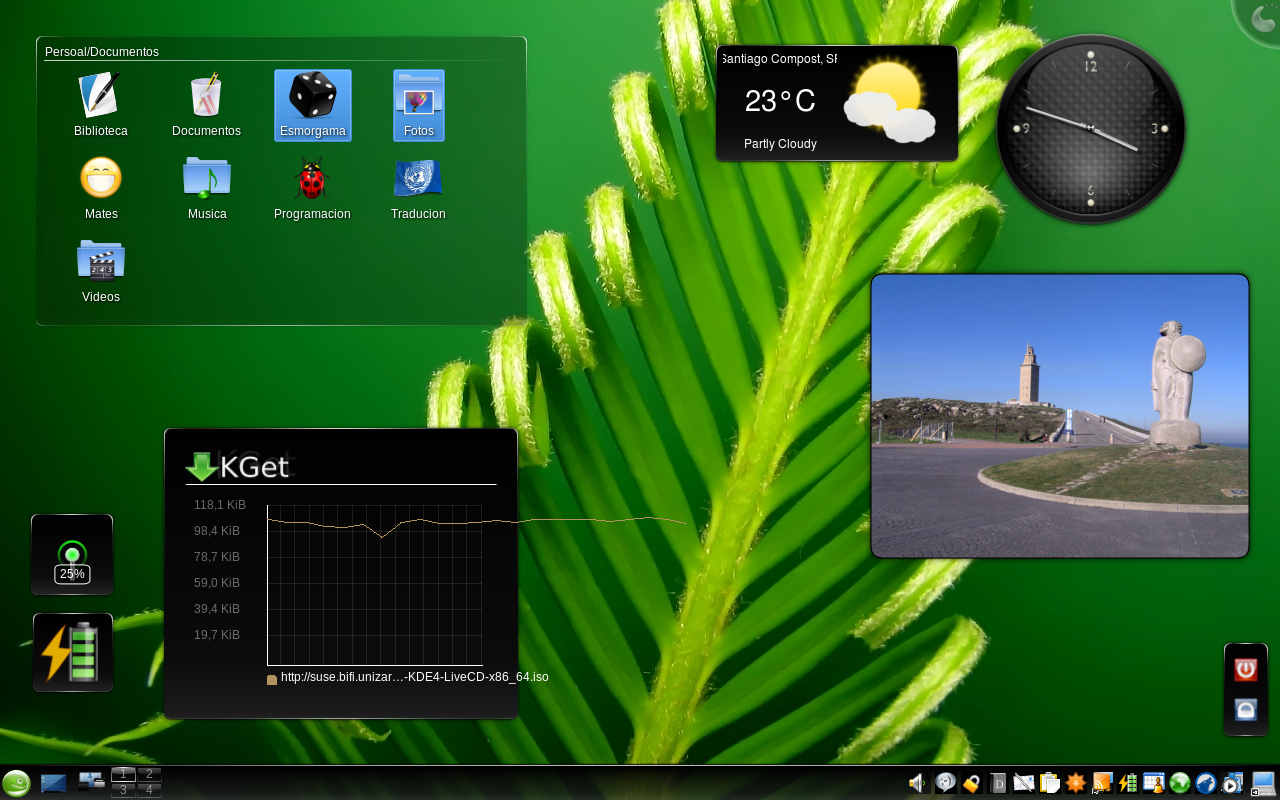
OpenSUSE 11.0 上の KDE 4.1 における Oxygen テーマ

kdeartwork はデスクトップ環境 KDE 向けのアートワーク関連のパッケージである。

## 概要
kdeartwork には KDE で使用できるテーマ、サウンド、スクリーンセーバー、壁紙、ウィジェットスタイルやウィンドウスタイルが含まれている。
KDE においては使用するテーマなどを KDE コントロールセンターで設定できる。
KDE で利用できるアートワークは kdeartwork に含まれるものだけではない。例えば、KDE-Look.org が様々なアートワークを提供している。